# Женска фудбалска репрезентација Бермуда
Женска фудбалска репрезентација Бермуда (енгл. Bermuda women's national football team), је национална женска фудбалска репрезентација Бермуда и надгледана је од стране Фудбалског савеза Бермуда.
Први турнир на којем су Бермуди учествовали је било на Острвским играма 2005. године одржаним на Шетланду у Шкотској, где су победиле домаћина са 5 : 0, такође са представницама острва Гернзи 8 : 0 и изгубили са 3 : 0 од Фарских острва, 1 : 0 са Оландским Острвима и 2 : 1 против Острва Мен, али су и поред тога остали са освојеном бронзом на овом турниру.
Њихов други турнир биле су Острвске игре 2007. године на којима су поново остали са трећим местом.
Трећи наступ био је на Острвским играма 2013. године, где су играли против Гренланда и Хитре, победивши их са 5 : 1 и 6 : 1 у групној фази. На крају нерешено 0 : 0 против Гренланда у финалу, али су победиле 5 : 4 на пенале и освојиле прво место.

## Такмичарски рекорд

### ФИФА Светско првенство за жене
| Светско првенство у фудбалу за жене резултати | Светско првенство у фудбалу за жене резултати | Светско првенство у фудбалу за жене резултати | Светско првенство у фудбалу за жене резултати | Светско првенство у фудбалу за жене резултати | Светско првенство у фудбалу за жене резултати | Светско првенство у фудбалу за жене резултати | Светско првенство у фудбалу за жене резултати | Светско првенство у фудбалу за жене резултати | Светско првенство у фудбалу за жене резултати |
| Година                                        | Резултат                                      | Ута                                           | Поб                                           | Нер*                                          | Изг                                           | ГД                                            | ГП                                            | ГР                                            |                                               |
| --------------------------------------------- | --------------------------------------------- | --------------------------------------------- | --------------------------------------------- | --------------------------------------------- | --------------------------------------------- | --------------------------------------------- | --------------------------------------------- | --------------------------------------------- | --------------------------------------------- |
| 1991 до 1999                                  | Није постојала                                | Није постојала                                | Није постојала                                | Није постојала                                | Није постојала                                | Није постојала                                | Није постојала                                | Није постојала                                |                                               |
| 2003                                          | Није учествовала                              | Није учествовала                              | Није учествовала                              | Није учествовала                              | Није учествовала                              | Није учествовала                              | Није учествовала                              | Није учествовала                              |                                               |
| 2007                                          | Није се квалификовала                         | Није се квалификовала                         | Није се квалификовала                         | Није се квалификовала                         | Није се квалификовала                         | Није се квалификовала                         | Није се квалификовала                         | Није се квалификовала                         |                                               |
| 2011                                          | Није учествовала                              | Није учествовала                              | Није учествовала                              | Није учествовала                              | Није учествовала                              | Није учествовала                              | Није учествовала                              | Није учествовала                              |                                               |
| 2015                                          | Није се квалификовала                         | Није се квалификовала                         | Није се квалификовала                         | Није се квалификовала                         | Није се квалификовала                         | Није се квалификовала                         | Није се квалификовала                         | Није се квалификовала                         |                                               |
| 2019                                          | Није се квалификовала                         | Није се квалификовала                         | Није се квалификовала                         | Није се квалификовала                         | Није се квалификовала                         | Није се квалификовала                         | Није се квалификовала                         | Није се квалификовала                         |                                               |
| 2023                                          | Није се квалификовала                         | Није се квалификовала                         | Није се квалификовала                         | Није се квалификовала                         | Није се квалификовала                         | Није се квалификовала                         | Није се квалификовала                         | Није се квалификовала                         |                                               |
| Укупно                                        | –                                             | –                                             | –                                             | –                                             | –                                             | –                                             | –                                             | –                                             |                                               |

*Означава нерешене утакмице укључујући нокаут мечеве одлучене извођењем једанаестераца.

### Конкакафов шампионат за жене
| Конкакафов шампионат у фудбалу за жене резултати | Конкакафов шампионат у фудбалу за жене резултати | Конкакафов шампионат у фудбалу за жене резултати | Конкакафов шампионат у фудбалу за жене резултати | Конкакафов шампионат у фудбалу за жене резултати | Конкакафов шампионат у фудбалу за жене резултати | Конкакафов шампионат у фудбалу за жене резултати | Конкакафов шампионат у фудбалу за жене резултати | Конкакафов шампионат у фудбалу за жене резултати |                  | Квалификациони резултати | Квалификациони резултати | Квалификациони резултати | Квалификациони резултати | Квалификациони резултати | Квалификациони резултати | Квалификациони резултати |
| Година                                           | Резултат                                         | Ута                                              | Поб                                              | Нер*                                             | Изг                                              | ГД                                               | ГП                                               | ГР                                               | Ута              | Поб                      | Нер*                     | Изг                      | ГД                       | ГП                       | ГР                       |                          |
| 1991 to 2000                                     | Није постојала                                   | Није постојала                                   | Није постојала                                   | Није постојала                                   | Није постојала                                   | Није постојала                                   | Није постојала                                   | Није постојала                                   | Није постојала   | Није постојала           | Није постојала           | Није постојала           | Није постојала           | Није постојала           | Није постојала           |                          |
| 2002                                             | Нису учествовале                                 | Нису учествовале                                 | Нису учествовале                                 | Нису учествовале                                 | Нису учествовале                                 | Нису учествовале                                 | Нису учествовале                                 | Нису учествовале                                 | Нису учествовале | Нису учествовале         | Нису учествовале         | Нису учествовале         | Нису учествовале         | Нису учествовале         | Нису учествовале         |                          |
| 2006                                             | Нису се квалификовале                            | Нису се квалификовале                            | Нису се квалификовале                            | Нису се квалификовале                            | Нису се квалификовале                            | Нису се квалификовале                            | Нису се квалификовале                            | Нису се квалификовале                            | 5                | 2                        | 0                        | 3                        | 9                        | 16                       | −7                       |                          |
| 2010                                             | Нису учествовале                                 | Нису учествовале                                 | Нису учествовале                                 | Нису учествовале                                 | Нису учествовале                                 | Нису учествовале                                 | Нису учествовале                                 | Нису учествовале                                 | Нису учествовале | Нису учествовале         | Нису учествовале         | Нису учествовале         | Нису учествовале         | Нису учествовале         | Нису учествовале         |                          |
| 2014                                             | Нису се квалификовале                            | Нису се квалификовале                            | Нису се квалификовале                            | Нису се квалификовале                            | Нису се квалификовале                            | Нису се квалификовале                            | Нису се квалификовале                            | Нису се квалификовале                            | Куп Кариба 2014. | Куп Кариба 2014.         | Куп Кариба 2014.         | Куп Кариба 2014.         | Куп Кариба 2014.         | Куп Кариба 2014.         | Куп Кариба 2014.         |                          |
| 2018                                             | Нису се квалификовале                            | Нису се квалификовале                            | Нису се квалификовале                            | Нису се квалификовале                            | Нису се квалификовале                            | Нису се квалификовале                            | Нису се квалификовале                            | Нису се квалификовале                            | 7                | 3                        | 1                        | 3                        | 11                       | 13                       | −2                       |                          |
| 2022                                             | Нису се квалификовале                            | Нису се квалификовале                            | Нису се квалификовале                            | Нису се квалификовале                            | Нису се квалификовале                            | Нису се квалификовале                            | Нису се квалификовале                            | Нису се квалификовале                            | У току           | У току                   | У току                   | У току                   | У току                   | У току                   | У току                   |                          |
| Укупно                                           | –                                                | –                                                | –                                                | –                                                | –                                                | –                                                | –                                                | –                                                | 12               | 5                        | 1                        | 6                        | 20                       | 29                       | −9                       |                          |

*Означава нерешене утакмице укључујући нокаут мечеве одлучене извођењем једанаестераца.

### Острвске игре
| Острвске игре резултати | Острвске игре резултати | Острвске игре резултати | Острвске игре резултати | Острвске игре резултати | Острвске игре резултати | Острвске игре резултати | Острвске игре резултати | Острвске игре резултати |
| Year                    | Result                  | GP                      | W                       | D*                      | L                       | GF                      | GA                      | GD                      |
| ----------------------- | ----------------------- | ----------------------- | ----------------------- | ----------------------- | ----------------------- | ----------------------- | ----------------------- | ----------------------- |
| 2001                    | Није учествовала        | Није учествовала        | Није учествовала        | Није учествовала        | Није учествовала        | Није учествовала        | Није учествовала        | Није учествовала        |
| 2003                    | Није учествовала        | Није учествовала        | Није учествовала        | Није учествовала        | Није учествовала        | Није учествовала        | Није учествовала        | Није учествовала        |
| 2005                    | Бронзана медаља         | 5                       | 2                       | 0                       | 3                       | 14                      | 6                       | +8                      |
| 2007                    | Бронзана медаља         | 4                       | 2                       | 1                       | 1                       | 7                       | 8                       | -1                      |
| 2009                    | Није учествовала        | Није учествовала        | Није учествовала        | Није учествовала        | Није учествовала        | Није учествовала        | Није учествовала        | Није учествовала        |
| 2011                    | Није учествовала        | Није учествовала        | Није учествовала        | Није учествовала        | Није учествовала        | Није учествовала        | Није учествовала        | Није учествовала        |
| 2013                    | Златна медаља           | 3                       | 2                       | 1                       | 0                       | 11                      | 2                       | +9                      |
| 2015                    | Није учествовала        | Није учествовала        | Није учествовала        | Није учествовала        | Није учествовала        | Није учествовала        | Није учествовала        | Није учествовала        |
| 2017                    | Није учествовала        | Није учествовала        | Није учествовала        | Није учествовала        | Није учествовала        | Није учествовала        | Није учествовала        | Није учествовала        |
| 2023                    | У току                  | У току                  | У току                  | У току                  | У току                  | У току                  | У току                  | У току                  |
| Укупно                  | Златна медаља           | 12                      | 6                       | 2                       | 4                       | 32                      | 16                      | +16                     |

*Означава нерешене утакмице укључујући нокаут мечеве одлучене извођењем једанаестераца.